# 红棕薹草
红棕薹草（学名：Carex przewalski）为莎草科薹草属的植物，是中国的特有植物。分布在中国大陆的青海、云南、四川、甘肃等地，生长于海拔2,500米至4,500米的地区，多生在亚高山灌丛中、高山草甸及河滩草地，目前尚未由人工引种栽培。

## 异名
- Carex przewalskii Egor. var. ramosa Y. C. Yang